# Dinah Nuthead
Dinah Nuthead (geboren um 1657 in Anne Arundel County, Maryland, auch: Dinah Devoran, Dinah Oley) war die erste Frau, die in den 13 Kolonien als Druckerin zugelassen worden ist.

## Leben
Nachdem ihr Mann „William Nuthead“, welcher eine Druckerei namens „The Nuthead Press“ in St. Mary’s City gegründet hatte, 1695 starb, erschien Dinah Nuthead vor dem Vormundschaftsgericht und beantragte, dass sie zur Verwalterin seines Nachlasses ernannt werde. John Coode war zu dieser Zeit einer ihrer Bürgen.
Zudem beantragte sie am 5. Mai 1696 bei der Generalversammlung von Maryland die Erteilung einer Lizenz für das Drucken von Blankoformularen für die öffentlichen Ämter der Provinz sowie von Urkunden, Anleihen, Rechnungen und Vollmachten.

Die Petition wurde den Delegierten acht Tage später vorgelesen. Sie musste eine Kaution von 100 Pfund hinterlegen und erhielt eine Lizenz, die es ihr erlaubte, die Presse zu betreiben. In der ihr ausgegebenen Anleihe heißt es: 
„Nun ist die Bedingung dieser Verpflichtung so, dass die besagte Dinah Nuthead ihre Druckpresse und Lettern zu keinem anderen Zweck als zum Druck von Blankowechseln, Schuldverschreibungen, Optionsscheinen, Vollmachtsbriefen und anderen ähnlichen Rohlingen, wie oben beschrieben, benutzt und einsetzt, sie auch nicht zulässt, dass irgendeine andere Person davon anders als oben beschrieben Gebrauch macht. Es sei denn, der Gouverneur hat vorher eine besondere Erlaubnis von seiner Exzellenz eingeholt und erhalten und sie soll ferner seine Exzellenz, den Gouverneur, schadlos halten und von jeglichem Schaden freistellen, der in Zukunft dadurch entstehen könnte, dass die besagte Dinah Nuthead die vorgenannten Druckmaschinen oder Lettern anders als in der wahren Absicht und Bedeutung, die zuvor ausgedrückt wurde, falsch verwendet oder deren falsche Verwendung zulässt, so soll diese Verpflichtung erfüllt werden oder in voller Kraft und Tugend bleiben.“
Nuthead war die erste Frau, die in den Kolonien eine Lizenz als Druckerin erhielt und – soweit bekannt – die erste Frau, die eine Druckerei betrieb. Nach dem Umzug der Regierung nach Annapolis im Jahr 1695 schloss sich Nuthead anderen Bewohnern von St. Mary’s City an und zog in die neue Hauptstadt. Wie lange Dinah ihre Druckerei in Annapolis betrieb, lässt sich nicht feststellen, aber es gibt eine Reihe von rechtlichen Formularen in den „Maryland State Archives“, die ihr zugeschrieben werden.
In den Protokollen der Generalversammlung gibt es keine weiteren Hinweise auf die Aktivitäten von Dinah Nuthead. Dies lässt darauf schließen, dass „The Nuthead Press“ in Annapolis entweder den Betrieb einstellte oder sogar die Provinz verlassen hat. Es sollte jedoch berücksichtigt werden, dass sie zu dieser Zeit gerade ihren zweiten Ehemann geheiratet hat, was ein möglicher Grund für einen Rückzug aus dem Druckereigeschäft sein könnte.
Sie war die Vorläuferin von Schriftstellerinnen und Druckerinnen wie Anne Catharine Green, Sarah Updike, Clementina Rind und Mary Goddard, die fast ein Jahrhundert später in Maryland und in anderen Städten Druckereien oder andere Karrieren in diesem Bereich mit beachtlichem Erfolg betrieben.

## Familie
Das genaue Hochzeitsdatum von Dinah Nuthead und ihrem ersten Ehemann William Nuthead ist nicht dokumentiert. Durch die Eheschließung mit William, nahm Dinah den Nachnamen ihres Mannes „Nuthead“ an unter dem sie bekannt wurde. Leider sind keine Informationen darüber bekannt, wie Dinah vor ihrer Ehe hieß. Das Paar hatte zwei Kinder namens William und Susannah Nuthead. Nach dem Tod ihres ersten Ehemannes heiratete Dinah um 1700 Manus Devoran aus dem Anne Arundel County, jedoch verstarb Manus im Dezember 1700. In seinem Testament vermachte er sein Vermögen seiner Tochter Catherine sowie seinen Stiefkindern William und Susannah Nuthead. In späteren Jahren heiratete Dinah erneut. Ihr dritter Ehemann war „Sebastian Oley of Annarund'l County a German born“, wie er in einer Einbürgerungsurkunde von 1702 bezeichnet wurde. Mit ihm bekam sie ein drittes Kind namens Sebastian Oley. 1707 verstarb auch ihr dritter Ehemann Sebastian Oley, womit Dinah einen weiteren schweren Verlust erlitt. Danach heiratete sie ihren vierten Ehemann (Samuel) Asa, welcher als Gastwirt arbeitete und um 1709 verstarb. Die letzten Aufzeichnungen von ihr gehen bis 1709, sie soll zwischen 1710 und 1711 verstorben sein.